# Planta rastrera
La planta rastrera es, en botánica, aquella planta con tallos que recorren la superficie del suelo, en los que se originan raíces adventicias en los nudos en contacto con el suelo húmedo. Los tallos no tienen función de originar plantas hijas independientes de la planta madre, si es así son estolones, y las plantas estoloníferas, no rastreras, aunque hay una gradación entre una y otra. Las plantas de guía o guiadoras pueden ser clasificadas además como rastreras, si en los nudos en contacto con el suelo se originan raíces adventicias, como en las cucurbitáceas. Normalmente no se aclara que las plantas rastreras están «postradas» (no erguidas, no se sostienen por sí mismas), Simpson (2005) afirma que una planta que enraiza en los nudos no debe considerarse «postrada».

Plantas rastreras y no rastreras
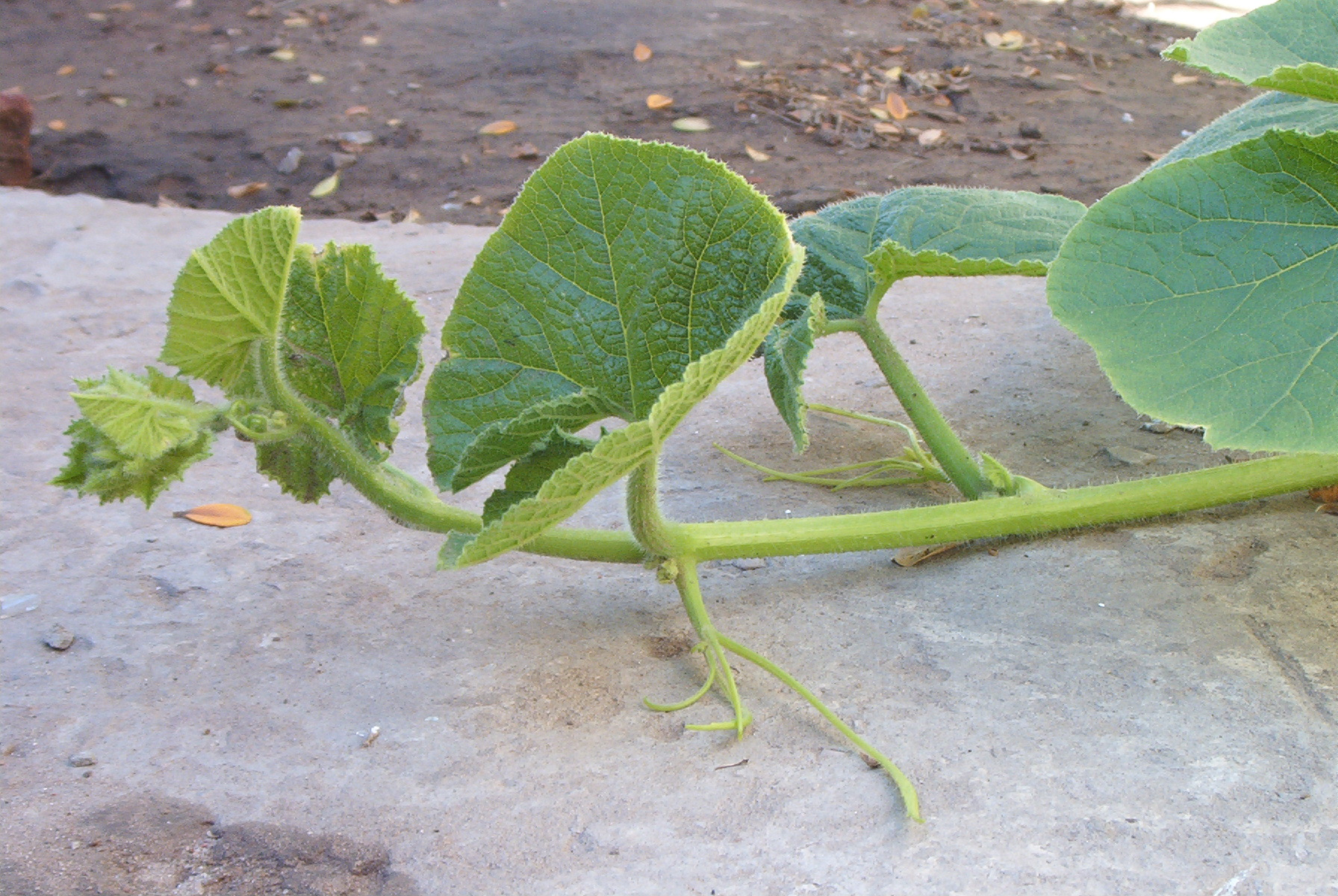
Las cucurbitáceas son plantas guiadoras trepadoras y rastreras, ya que enraízan en todos los nudos en contacto con el suelo húmedo.
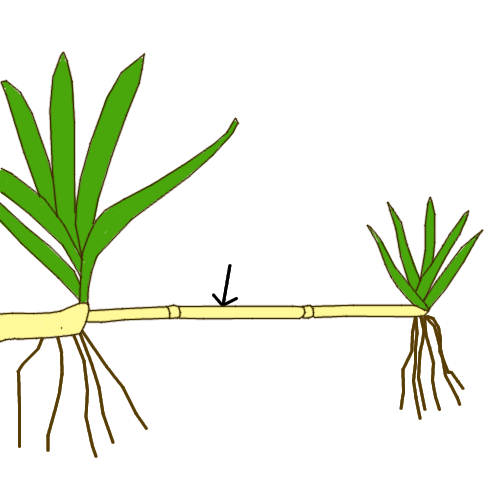
Estolón. En amarillo claro el tallo, en verde las hojas. En marrón oscuro las raíces.
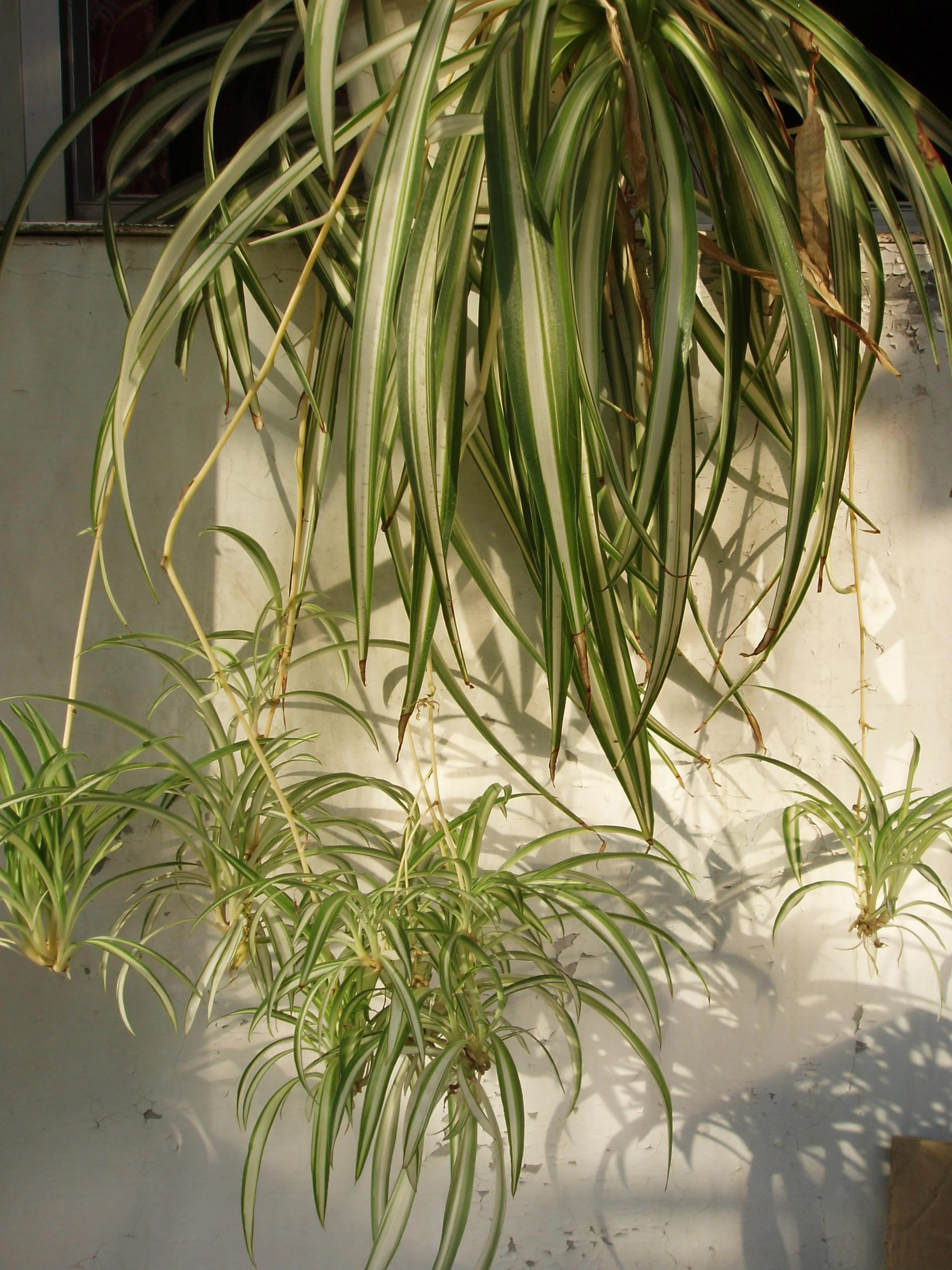
Estolones en las "cintas", Chlorophytum comosum, que suspenden a las plantas hijas.
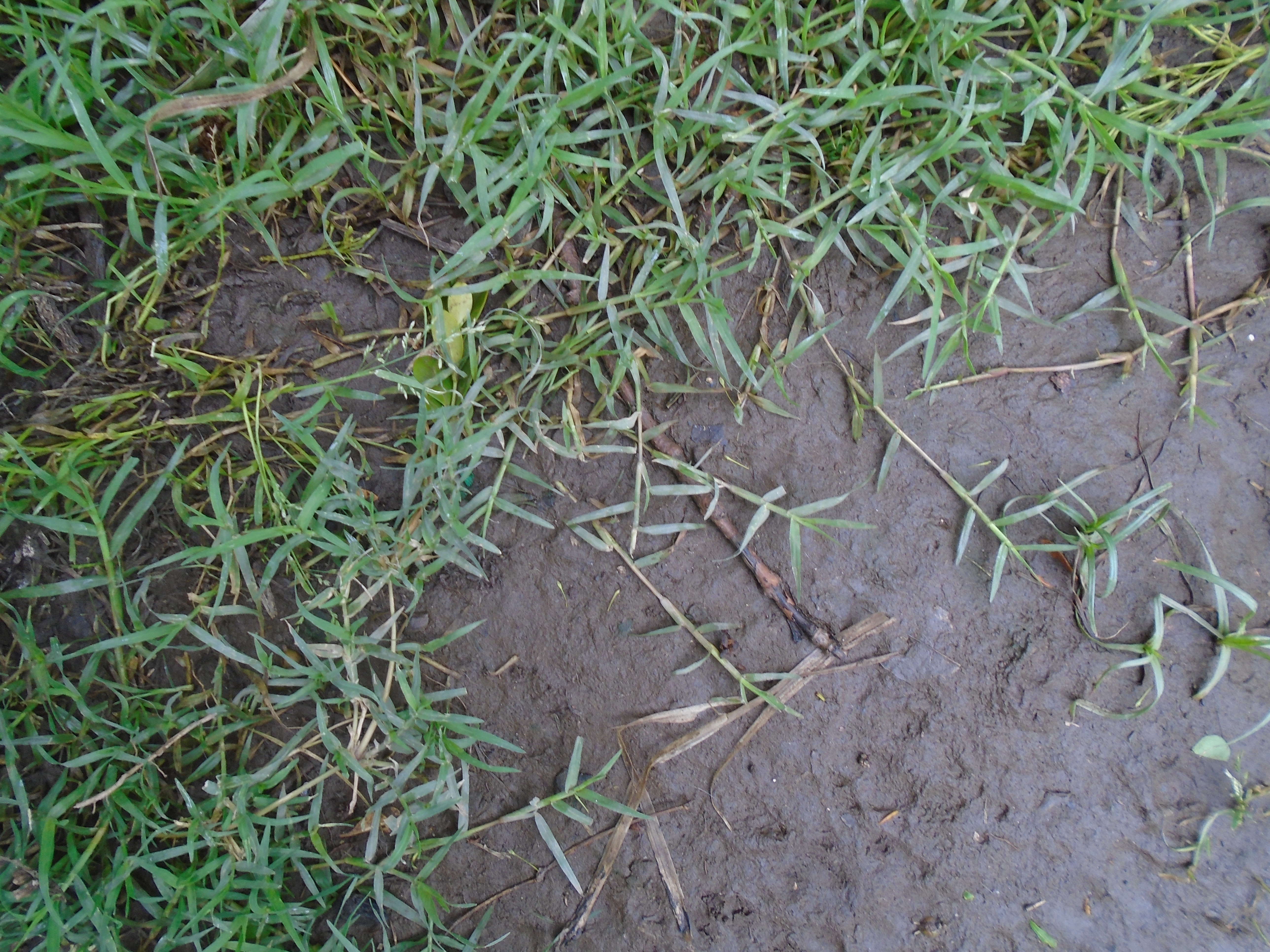
Comparar con los pastos de tipo "gramón" y "gramilla", según otros autores ya plantas rastreras.